# Iglesia de San Mateo (Vall-llobrega)
La iglesia de Sant Mateu de Vall-llobrega, se encuentra situada en las cercanías del pueblo de Vall-llobrega, en el núcleo llamado Raval de Dalt, perteneciente a la comarca catalana del Bajo Ampurdán.

## Historia
Perteneció al monasterio de Sant Feliu de Guíxols, según consta en el año 1362, el abad del monasterio era también el párroco de Sant Mateu. En el año 1669 se concedió una licencia para edificar una nueva parroquia, siendo entonces cuando debió quedar abandonada la antigua, ya en estado de ruina. Cerca de los terrenos de la iglesia, en unas excavaciones, se han encontrado restos de una ciudad romana del siglo I.

## Edificio

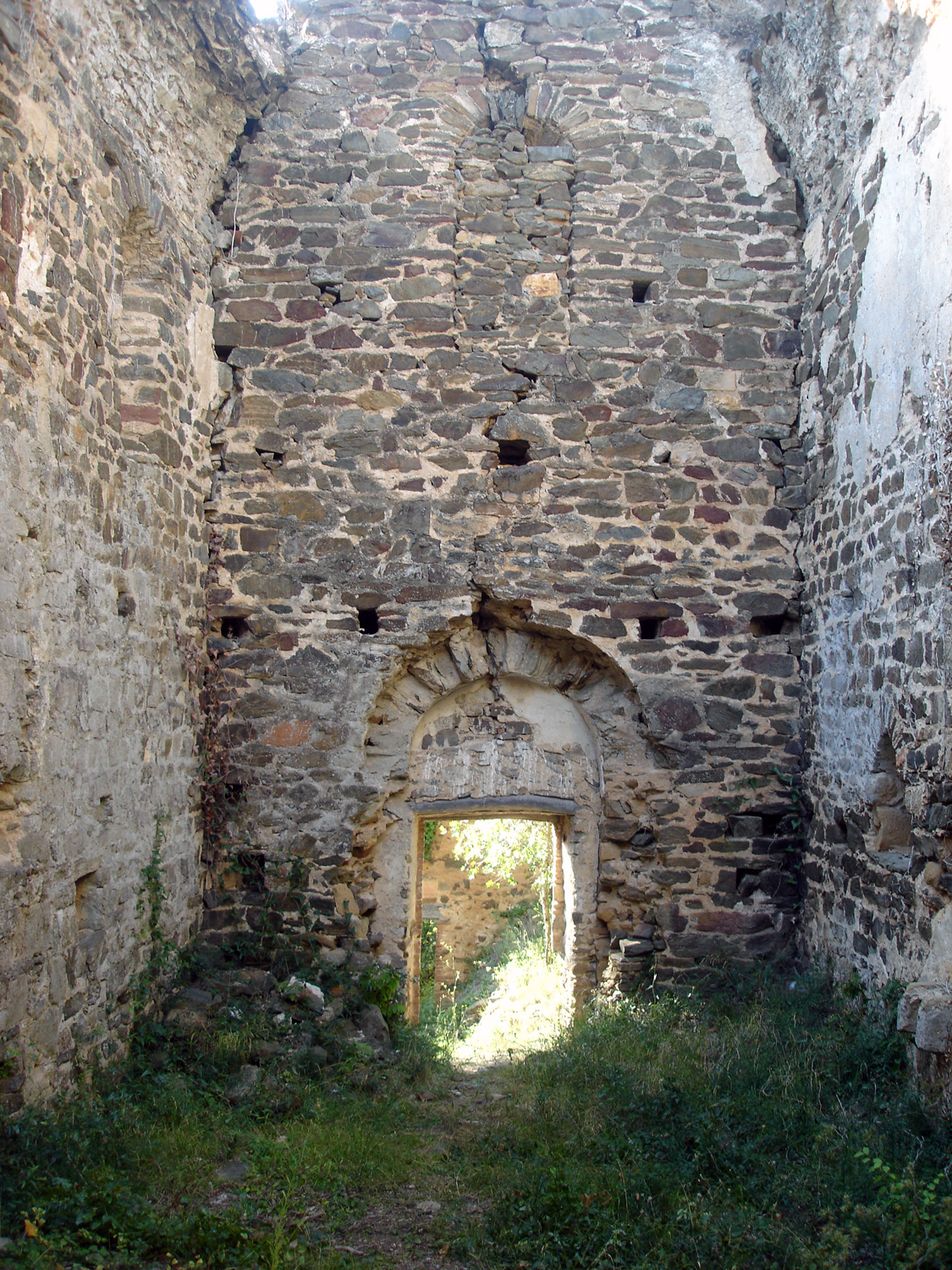
Vista interior.

El edificio es románico del siglo XI y consta de una sola nave con un ábside semicircular. La cubierta se encuentra derruida y solo se aprecia el arranque de su bóveda, en el exterior se pueden observar unos contrafuertes.
En la actualidad hay un proyecto para su restauración.